# Yohei Takaoka
Yohei Takaoka (高丘 陽平 Takaoka Yohei?), född 16 mars 1996 i Kanagawa prefektur, är en japansk fotbollsspelare.
Takaoka började sin karriär 2014 i Yokohama FC. Han spelade 41 ligamatcher för klubben. 2018 flyttade han till Sagan Tosu.